# دقة (توابل)
الدُّقة من الخلطات الشعبية في الوطن العربي وتختلف مكوناتها من بلد إلى آخر. هي خليط من توابل معينة ولها نكهة مميزة. عادة ما تؤكل بالخبز وقد تخلط مع زيت الزيتون. ومن أشهرها الدقة المصرية والدقة الفلسطينية وخاصة في مدينة غزة على طريقة مطحنة العلمي العصرية. وتتميز الدقة برخص سعر مكوناتها وبقائها محفوظة فترة طويلة وبالتالي فهي مناسبة للفقراء، ولكن كثير من الأغنياء يحبونها أيضا.
يمكن أن تختلف التركيبة الفعلية لمزيج التوابل من عائلة إلى أخرى أو من بائع إلى آخر على الرغم من وجود مكونات مشتركة، مثل السمسم والكزبرة والكمون والملح والفلفل الأسود. يشير نص من القرن التاسع عشر إلى المرجورام والنعناع والزعتر والحمص كمكونات إضافية يمكن استخدامها في الخليط. ويشير تقرير من 1978 إلى أنه يمكن استخدام المزيد من المكونات، مثل الزنجيل ودقيق الدخن والجبن المجفف. بعض المكونات الحديثة تشمل الصنوبر وبذور اليقطين وبذور عباد الشمس.

## المصطلح
تستمد الكلمة من الكلمة العربية «دق» والتي تعني الطحن حيث أنه يتم طحن خليط التوابل والمكسرات معا بعد أن يتم تحميصها.

## الخيارات المحلية

### الدقة المصرية
تتكون الدقة المصرية من كزبرة جافة وناعمة وكمون ناعم وكراوية ناعمة وملح ناعم وفلفل وسمسم محمص ومسحوق الفول السودانى.

### الدقة الفلسطينية
تتكون الدقة الفلسطينية من:
- 3 كيلو قمح محمص
- ربع كيلو كزبرة جافة وناعمة
- ربع كيلو كمون ناعم
- ربع كيلو عين جرادة جافة
- ربع كيلو سماق ناعم
- ربع كيلو كراوية ناعمة
- 2 ملعقة كبيرة ملح ناعم
- 2 ملعقة كبيرة فلفل شطة جافة وناعمة
- ربع كيلو سمسم محمص

#### الإعداد
يطحن القمح المحمص ناعما ويضاف إليه الكزبرة والكمون وعين الجرادة والسماق والكراوية والملح والفلفل الشطة ويخلط جيدا. ثم يضاف السمسم إلى خليط الُّدُّقة. تصبح الدُّقة جاهزة وتؤكل مع زيت الزيتون والخبز الساخن.

### الدقة المديني
تشتهرمنطقة الحجاز متمثلة في المدينة المنورة ومكة المكرمة وجدة بالدقة المديني. سميت الدقة المديني نسبة إلى المدينة المنورة. تؤكل الدقة المديني مع الزبادي والشُريك (خبز معروف في منطقة الحجاز) والبيض والجبن وساندويتشات الإفطار. تتكون الدقة المديني من حبوب الفلفل الأسود والورد المديني والملح الكمراني وملح الليمون وحبوب الكمون والكزبرة الحب والسمسم المحمص.

#### الإعداد
يتم تحضيرها بتحميص حب الكزبرة الناشفة على نار هادئة إلى أن يتغير لونه. ثم يحمص حب الكمون من ثلاث إلى أربع دقائق، ثم حبات السمسم والفلفل الأسود وملح الليمون والملح الكمراني والورد المديني. تطحن جميع المكونات طحن ناعم ما عدا السمسم. بعد عملية طحن جميع المكونات، يضاف السمسم.

### دقة الفشار
تعتبر من الوصفات الشعبية في المملكة العربية السعودية وتعرف بـ «دقة الحجة» نسبة إلى الأفارقة الذيين يقومون ببيعها في بسطات الشوارع. تتكون من الفشار والكمون وملح الليمون. لونها أبيض وقد يضاف لها السماق أو ملون طعام ليصبح لونها وردي أو أحمر.

### دوليا
أصبحت الدقة الآن شعبية في بعض البلدان خارج الوطن العربي.اكتسبت الشهرة في الولايات المتحدة من خلال البرامج التلفزيونية مثل توب شيف وتشوبد وشيف أمريكا الحديدي. في أستراليا، العديد من الشركات تصنعها في مجموعة متنوعة من النكهات. وقد أصبحت شعبية في السنوات العشر الماضية، ربما بسبب الهجرة اللبنانية والعربية الأخيرة، فضلا عن برامج الطبخ التلفزيونية مثل إس بي إس (SBS) شبكة الغذاء. ويمكن العثور عليها في محلات السوبر ماركت والمتاجر المتخصصة والعديد من أسواق المزارعين.